# Buda (Mukařov)
Buda je základní sídelní jednotka obce Mukařov v okrese Praha-východ, se kterým je spojena novou zástavbou a chatami. Nachází se asi 6 km na jihovýchod od Říčan, 9 km severně od Mnichovic a 9 km západně od Kostelce nad Černými lesy. Vesnicí přímo prochází páteřní silnice první třídy I/2, na které byl kvůli již nedostačující křižovatce roku 2012 vybudován kruhový objezd.

## Doprava
Územím vesnice prochází silnice první třídy I/2 z Prahy do Kutné Hory a také silnice II/113 v úseku Český Brod – Žernovka – Buda – Srbín – Chocerady.

### Autobusy
Příměstské autobusové linky projíždějící obcí vedly v roce 2011 do těchto cílů: Český Brod, Horní Kruty, Kostelec nad Černými lesy, Praha-Háje, Říčany, Sázava, Suchdol (dopravce ČSAD POLKOST), Chocerady, Louňovice, Praha, Říčany, Strančice (dopravce Veolia Transport Praha), Český Brod (dopravce Okresní autobusová doprava Kolín).

### Železnice
Železniční trať ani stanice na území obce nejsou. Nejbližší železniční stanicí jsou Říčany ve vzdálenosti 6 km ležící na trati 221 mezi Prahou a Benešovem.

## Pamětihodnosti
U silnici první třídy I/2, poblíž kruhového objezdu, byl roku 2013 obnoven původní křížek i s přístupovou cestou.